# I've Tried Everything but Therapy (Part 1)
I've Tried Everything but Therapy (Part 1) è il primo album in studio del cantautore statunitense Teddy Swims, pubblicato il 15 settembre 2023 dalla Warner.

## Tracce
1. Some Things I'll Never Know – 4:02
2. Lose Control – 3:30
3. What More Can I Say – 2:21
4. The Door – 3:32
5. Goodbye's Been Good to You – 2:44
6. Last Communion – 3:37
7. You Still Get to Me – 3:28
8. Suitcase – 2:48
9. Flame – 2:24
10. Evergreen – 2:46

I've Tried Everything but Therapy (Part 1.5)
1. Hammer to the Heart – 3:12
2. Apple Juice – 3:02
3. Tell Me – 2:56
4. Growing Up Is Getting Old – 2:27

## Classifiche

### Classifiche settimanali
| Classifica (2024) | Posizione massima |
| ----------------- | ----------------- |
| Australia         | 4                 |
| Austria           | 58                |
| Belgio (Fiandre)  | 34                |
| Belgio (Vallonia) | 42                |
| Canada            | 15                |
| Danimarca         | 9                 |
| Finlandia         | 36                |
| Francia           | 17                |
| Germania          | 31                |
| Irlanda           | 44                |
| Italia            | 72                |
| Norvegia          | 5                 |
| Nuova Zelanda     | 6                 |
| Paesi Bassi       | 2                 |
| Portogallo        | 100               |
| Regno Unito       | 12                |
| Spagna            | 67                |
| Stati Uniti       | 17                |
| Svezia            | 4                 |
| Svizzera          | 29                |